# Reichsführer-SS

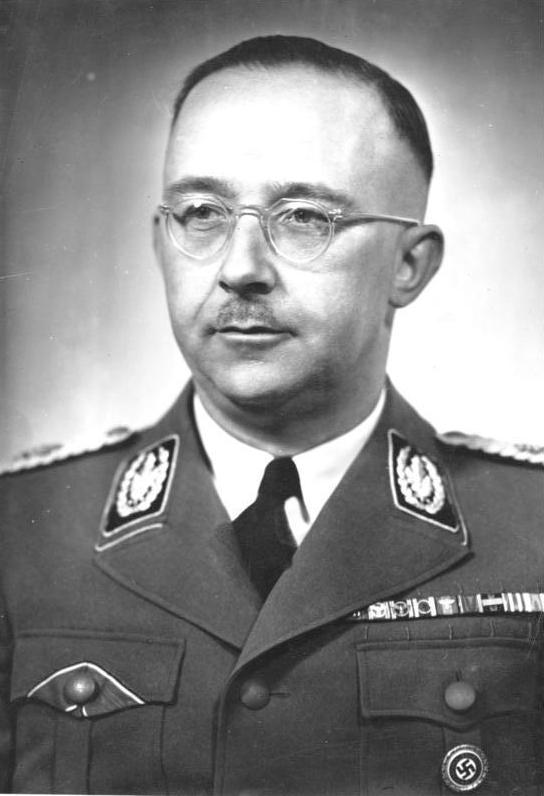
Reichsführer-SS Heinrich Himmler

Reichsführer-SS (RFSS) was een speciale Schutzstaffelrang die werd gedragen door Heinrich Himmler tussen 1934 en 1945. De rang is het equivalent van maarschalk of hoogste generaal in het leger.
De rang van Reichsführer bestond al als een titel van Himmler, die hem als belangrijkste SS-Obergruppenführer neerzette. Voor 1930 werd hij gewoon gebruikt om aan te geven wie de baas was bij de SS. Alle mannen die deze titel/rang gehad hebben zijn:
| Nr. | Reichsführer-SS | Reichsführer-SS  | Reichsführer-SS                  | Ambtstermijn   | Ambtstermijn   | Overige functie(s)                               |
| --- | --------------- | ---------------- | -------------------------------- | -------------- | -------------- | ------------------------------------------------ |
| 1   |                 | Julius Schreck   | Julius Schreck (1898–1936)       | 4 april 1925   | 15 april 1926  |                                                  |
| 2   |                 | Joseph Berchtold | Joseph Berchtold (1897–1962)     | 15 april 1926  | 1 maart 1927   |                                                  |
| 3   |                 |                  | Erhard Heiden (1901–1933)        | 1 maart 1927   | 6 januari 1929 |                                                  |
| 4   |                 | Heinrich Himmler | Heinrich Himmler (1900–1945)     | 6 januari 1929 | 29 april 1945  | Rijksminister van Binnenlandse Zaken (1943–1945) |
| 5   |                 | Karl Hanke       | Gauleiter Karl Hanke (1903–1945) | 29 april 1945  | 8 mei 1945     | Rijksminister zonder portefeuille (1945)         |

Julius Schreck, de eerste commandant van de SS, gebruikte zijn titel niet, maar later werd hij wel zo genoemd. Karl Hanke, de laatste leider van de SS, werd na de dood van Himmler aangesteld, maar hij zou dit pas te weten komen nadat hij gevangen werd genomen. Hanke werd doodgeschoten door een bewaker toen hij probeerde te ontsnappen uit een krijgsgevangenkamp.
Na de Nacht van de Lange Messen werd Reichsführer-SS een echte rang, die Himmler vanaf 1 juli 1934 ging dragen. Hij was dus de eerste drager van deze rang, zijn voorgangers waren alleen titeldragers.